# Telesync
Telesync (TS) ist eine Form des Rippens von Kinofilmen.
Diese illegalen Filmkopien werden mit professionellen Kameras in einem leeren Kino von der Leinwand abgefilmt. Die Bildqualität ist meistens besser als beim sogenannten Cam-Rip, da in der Regel eine auf einem Stativ befestigte Kamera verwendet wird. Der Ton wird bei diesem Vorgehen direkt vom Projektor oder einer anderen externen Quelle abgenommen (Line Dubbed). Alternativ kommt das Verfahren Mic Dubbed zum Einsatz, bei dem der Ton mit Mikrofonen im Kinosaal aufgenommen wird.
Telesyncs sind im Internet weit verbreitet, da sie mit relativ einfacher Ausrüstung erstellt werden können. Häufig erscheinen somit neue Filme schon vor ihrer Kinopremiere im Internet. Dies beruht vor allem auf guten Verbindungen der Warez-Szene zu Kinomitarbeitern.
Die qualitativ nächsthöhere Stufe zum Telesync ist eine direkte Raubkopie des Datenträgers (Telecine (TC)).